# Гайте Дзоваропулос
Георгиос (Гетас, Гайте) Дзоваропулос (на гръцки: Γκαϊτε Τζοβαρόπουλος, Γκέτας Τζοβαρόπουλος) е гръцки революционер, деец на Гръцката въоръжена пропаганда в Македония от началото на XX век.

## Биография
Гайте Дзоваропулос е роден в 1882 година в Кавакли (днес Тополовград, България), тогава в Източна Румелия в знатно гръцко лекарско и търговско семейство. Завършва начално образование в Кавакли, след котео учи в гръцкото Зарифово училище в Пловдив. Завършва в 1903 година и служи три години войник в Българската армия. След уволнението си заминава за Одрин, където работи като уредник и учител, но след една година заминава за Солун и се включва в Гръцката въоръжена пропаганда в Македония, като поема поста директор на гръцкото училище във влашкото село Горно Шел в Каракамен. За революционната си дейност е арестуван от османските власти и затворен, но е освободен при амнистията след Младотурската революция от лятото на 1908 година. Назначен е за гръцки учител в Гевгели.
С изпаряването на Хуриета гръцкия комитет възобновява революционната си дейност и по предложение на гръцки солунски консул Ламброс Коромилас е сформирана чета, начело с Дзоваропулос и Георги Богданцалията. В 1909 година на Лазаровден е арестуван и четири месеца по-късно е осъден от Военния съд – единствени от 16-те обвинени – на смърт. Затворен е в Еди куле и лежи повече от година. При преминаването на новия султан Мехмед V през Солун присъдата му е заменена със 101 години затвор, а в 1911 година с 15 години принудителен труд. Случаят на Дзоваропулос става известен както на турското, така и на европейското обществено мнение и той е посещаван в затвора от видни френски, британски и немски журналисти. Гръцкият и международният натиск върху султана е голям и той получава помилване със задължението да напусне страната. На 2 май 1912 година австрийски кораб го отвежда в Пирея. Посещава Кавакли в България, след което се записва в Медицинския факултет на Атинския университет.
При избухването на Балканската война в 1912 година се присъединява към разузнавателна част и заминава за фронта на Епир. В началото на 1913 година му е възложено да създаде администрация в района на Сухо. През ноември 1914 година е изпратен като в административен представител в Нъте, Мъглен. През юни 1915 година е назначен за втори клас секретар в ном Сяр и заместник-управител на Валовища.
С окупацията на Източна Македония от българите от август 1916 година, Дзоваропулос е използван от българската власт като преводач, поради отличното си владеене на български език. На 22 юни 1917 година обаче е арестуван и отведен в лагера край Шумен и за кратко е принуден да работи в имотите на Апостол Христов.
След края на войната и освобождението си, в 1919 година, Дзоваропулос е отново назначен за заместник-управител на Валовища, но скоро напуска. Установява се в Солун и работи в Службата за недвижими имоти, като директор на отдел. В 1922 година е назначен за заместник-управител на Кукуш, а в 1924 година за заместник-управител на Лъгадина. По-късно работи в номархията в Солун до 1927 година, когато е назначен на областен управител на ном Пела. Той служи като областен управител във Воден от 1928 до 1929 година. В 1933 година е убеден от Кафандарис да заема поста областен управител на Лерин, но след два месеца – на изборите през юли – е избран за депутат от Солун. В 1935 година е арестуван и затворен. Освободен е по амнистия на политически затворници.
Дзоваропулос е сред основателите на Сдружението на македонските борци „Павлос Мелас“ и дълги години е негов председател. Заради заслугите си към гръцката пропаганда е отличен с медал на Македонската борба. Обявен е за агент от I ред (под номер 58 от общо 65 души), дейстащ в Солун.
Умира в Солун на 8 март 1949 година.
В Солун, Куфалово и Китрос улици носят неговото име. В 2015 година във воденското село Ливадица е открит негов паметник.